# Pont-les-Moulins
Pont-les-Moulins ist eine französische Gemeinde mit 207 Einwohnern (Stand: 1. Januar 2022) im Département Doubs in der Region Bourgogne-Franche-Comté.

## Geographie
Pont-les-Moulins liegt auf 281 m, drei Kilometer südöstlich von Baume-les-Dames und etwa 27 Kilometer ostnordöstlich der Stadt Besançon (Luftlinie). Das Dorf erstreckt sich im Jura, in einer Talweitung des Cusancin an der Mündung des Baches Sesserant, am Südfuß der Jura-Randkette (Côte).
Die Fläche des 4,95 km² großen Gemeindegebiets umfasst einen Abschnitt des französischen Juras. Der zentrale Teil des Gebietes wird von der Talniederung des Cusancin eingenommen, die maximal einen Kilometer breit ist. Der Fluss strömt hier in gewundenem Lauf nach Norden und nimmt den linken Seitenbach Sesserant auf. Auf beiden Seiten wird das Tal von steilen Hängen flankiert, die an verschiedenen Orten von Kalkfelswänden überragt werden. 
Nach Osten reicht das Gebiet bis auf den Höhenrücken des Bois du Saussoi, der den westlichsten Ausläufer der Lomontkette bildet. Im Süden hat Pont-les-Moulins Anteil am sogenannten ersten Juraplateau, das durchschnittlich auf 400 m liegt. Hier wird mit 426 m die höchste Erhebung der Gemeinde erreicht. In dieses Plateau eingetieft ist das Erosionstal des Audeux, dessen unterster Abschnitt ebenfalls zu Pont-les-Moulins gehört. Die nördliche Abgrenzung verläuft entlang der Roche de Châtard, welche als markanter Kamm der Jura-Randkette das Tal des Cusancin von demjenigen des Doubs trennt.
Nachbargemeinden von Pont-les-Moulins sind Baume-les-Dames im Norden, Villers-Saint-Martin und Guillon-les-Bains im Osten, Adam-lès-Passavant im Süden sowie Silley-Bléfond im Westen.

## Geschichte
Im Mittelalter gehörte Pont-les-Moulins zur Kastlanei Baume. Zusammen mit der Franche-Comté gelangte das Dorf mit dem Frieden von Nimwegen 1678 an Frankreich. Im 19. Jahrhundert entwickelte sich Pont-les-Moulins dank der Wasserkraft des Cusancin zu einem Industriestandort mit Eisen- und Holzverarbeitung sowie Färbereien.

## Sehenswürdigkeiten
Die Kirche Saint-Claude in Pont-les-Moulins wurde im 19. Jahrhundert erbaut.
|  |  |

## Bevölkerung
| Jahr                       | 1962 | 1968 | 1975 | 1982 | 1990 | 1999 | 2016 |
| Einwohner                  | 142  | 140  | 132  | 164  | 170  | 170  | 187  |
| Quellen: Cassini und INSEE |      |      |      |      |      |      |      |

Mit 207 Einwohnern (Stand 1. Januar 2022) gehört Pont-les-Moulins zu den kleinen Gemeinden des Département Doubs. Nachdem die Einwohnerzahl in der ersten Hälfte des 20. Jahrhunderts abgenommen hatte (1881 wurden noch 229 Personen gezählt), wurde seit Mitte der 1970er Jahre wieder ein leichtes Bevölkerungswachstum verzeichnet.

## Wirtschaft und Infrastruktur
Das wirtschaftliche Leben von Pont-les-Moulins war schon im 19. Jahrhundert durch die Werkzeugschmieden und Färbereien geprägt. Noch heute ist eine eisenverarbeitende Werkstatt in Betrieb. Daneben gibt es einige Betriebe des lokalen Kleingewerbes. Einige Erwerbstätige sind auch Wegpendler, die in den größeren Ortschaften der Umgebung ihrer Arbeit nachgehen.
Die Ortschaft liegt abseits der größeren Durchgangsstraßen an einer Departementsstraße, die von Baume-les-Dames nach Ornans führt. Weitere Straßenverbindungen bestehen mit Cusance und Villers-Saint-Martin.